# Guillermo Frez
Guillermo Frez García (* 19. November 1898; † 19. Februar 1965) war ein chilenischer Fußballspieler. Der Stürmer bestritt ein Länderspiel für die chilenische Fußballnationalmannschaft. 

## Karriere

### Verein
Guillermo Frez spielte auf Vereinsebene im Jahr 1919 für den La Cruz FC aus der Hafenstadt Valparaíso. Weitere Stationen des Stürmers sind nicht bekannt.

### Nationalmannschaft
Guillermo Frez absolvierte beim Campeonato Sudamericano 1919 bei der 1:4-Niederlage gegen das Nachbarland Argentinien sein einziges Länderspiel. Chile wurde punktlos Letzter der Südamerikameisterschaft.